# Краснофлотский мост (Санкт-Петербург)
Краснофло́тский мост — пешеходный металлический балочный мост-теплопровод через реку Мойку в Адмиралтейском районе Санкт-Петербурга, соединяет Казанский и 2-й Адмиралтейский острова.

## Расположение
Расположен по чётной (восточной) набережной Крюкова канала между домами № 2 и № 4. Образует ансамбль с расположенным рядом Матвеевым мостом через Крюков канал. Рядом с мостом расположены комплекс Новая Голландия и здание Морских Крюковских казарм (Центральный военно-морской музей).
Выше по течению находится Поцелуев мост, ниже — Храповицкий мост.
Ближайшие станции метрополитена — «Садовая», «Сенная площадь», «Спасская».

## Название
Мост, существовавший с 1870-х до 1930-х годов, долгое время не имел названия. В справочнике «Весь Петроград» 1915 года мост назывался Понтонным, также существовало название Старо-Коночный мост. В 1960 году построенный пешеходный мост получил название Краснофлотского, от расположенных недалеко морских казарм, в которых в 1920—1930-е годы жили матросы Военно-Морского Флота СССР — краснофлотцы.

## История
В 1876 году на этом месте был построен мост на чугунных винтовых сваях, пролётное строение состояло из железных ферм. 
Мост был предназначен для движения конки, пешеходное движение было запрещено. Длина моста составляла 35,2 м, ширина — 3,75 м. В 1910-х годах, после прокладки линии трамвая по Поцелуеву мосту, расположенному рядом, мост потерял транспортное значение и в 1930-х был разобран.
Существующий мост был построен в 1959—1960 годах для переброски теплофикационных труб через Мойку. Проект моста составлен по заказу теплосети Ленэнерго в институте «Ленгипроинжпроект» инженером А. А. Куликовым и архитектором Л. А. Носковым. Строительство вело СУ-3 треста «Ленмостострой» под руководством начальника управления С. Д. Иванова. В 2015 году произведён ремонт поперечных балок моста.

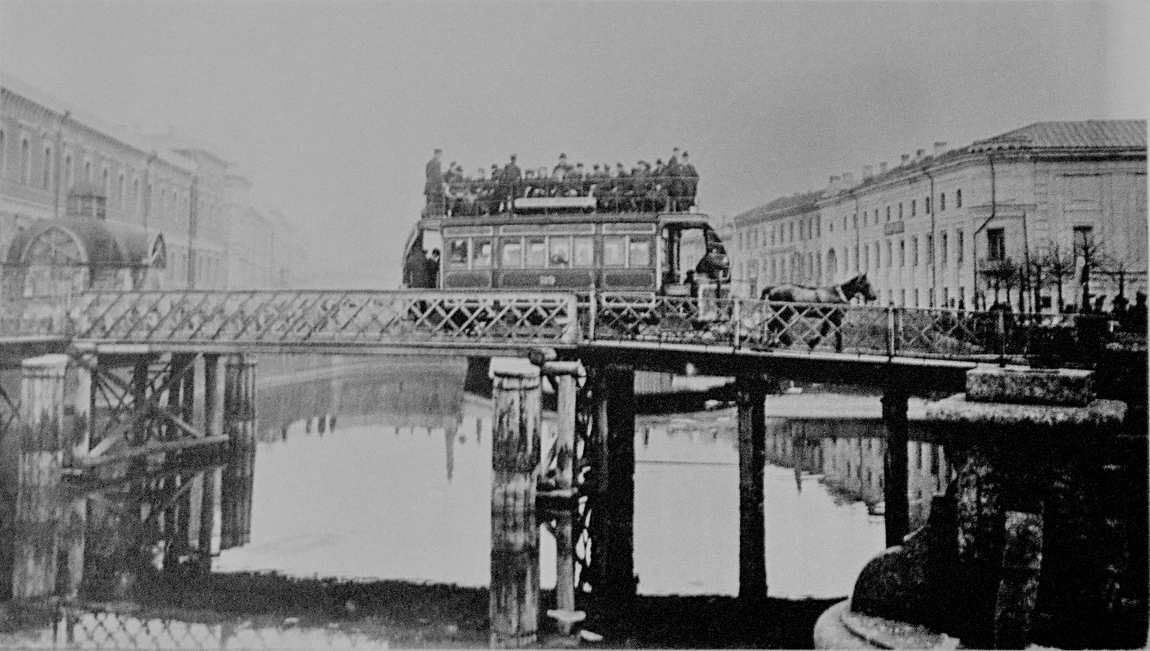
Коночный мост, 1880—1900 гг.
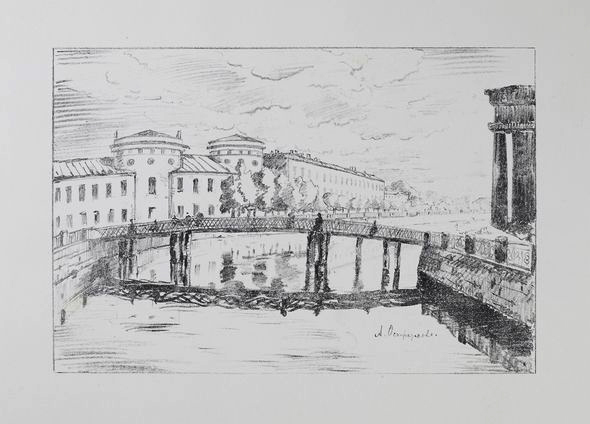
Мост и Литовский замок. Литография А. П. Остроумовой-Лебедевой, 1922

## Конструкция

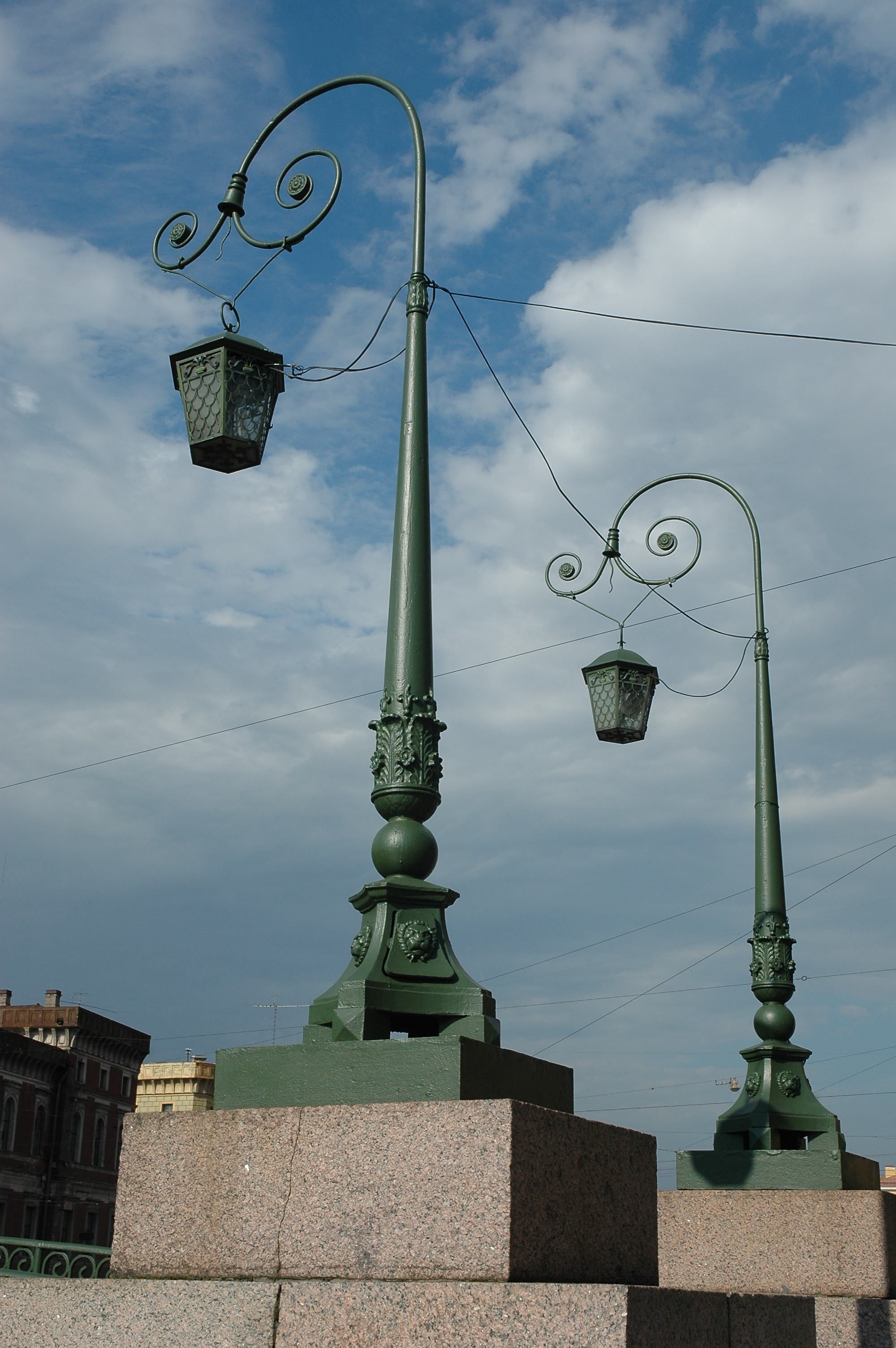
Торшеры освещения

Мост однопролётный металлический балочный. Сварное пролётное строение состоит из двух балок с криволинейным очертанием нижнего пояса. Эти балки-стенки соединены поперечными связями, нижние из которых служат опорой трубопровода. Сверху пролётное строение перекрыто сборными железобетонными сборными плитами. Расчетный пролет рамы — 24,6 м. Устои из монолитного железобетона на свайном основании, облицованы гранитом. Длина моста составляет 29,8 м, ширина — 2,8 м.
Мост пешеходный. Покрытие прохожей части моста асфальтобетонное. Перильное ограждение металлическое простого рисунка. Крайние секции перил заделаны в гранитные тумбы устоев. При входах на мост на гранитных тумбах установлены четыре металлических торшера художественного литья с фонарями, стилизованные под декор мостов первой половины XIX века.